# Indophantes digitulus
Indophantes digitulus is een spinnensoort in de taxonomische indeling van de hangmatspinnen (Linyphiidae).
Het dier behoort tot het geslacht Indophantes. De wetenschappelijke naam van de soort werd voor het eerst geldig gepubliceerd in 1987 door Konrad Thaler.